# Estación de ferrocarril de Chengdu
La estación de Chengdú (en chino tradicional, 成都火車站; en chino simplificado, 成都火车站; pinyin, Chéngdū Huǒchē Zhàn) es una de las tres principales estaciones de ferrocarril en Chengdú, la capital de la provincia de Sichuán, junto con la estación de ferrocarril Chengdú Sur y Chengdú Este. Fue inaugurada en 1952 y es un importante centro regional de transporte ferroviario.
La estación está ubicada en el segundo anillo del norte, en el distrito de Jinniu, al norte del centro de la ciudad. Está gestionado por la Oficina de Ferrocarriles de Chengdú y tiene conexión con la línea 1 y 7 del Metro de Chengdú.

## Conexiones
La estación de Chengdú sirve como la parada final de las líneas Baoji–Chengdu, Chengdu–Chongqing, Chengdu–Kunming, Chengdu–Dujiangyan (alta velocidad) y Dazhou–Chengdu.
| Provincia         | Destino |
| ----------------- | --- |
| Sichuan           | Mianyang, Xichang, Dujiangyan, Qingchengshan, Lidui Park, Guangyuan, Dazhou, Nanchong, Bazhong, Panzhihua y Yibin. |
| Guizhou           | Guiyang |
| Chongqing         | Chongqing |
| Beijing           | Beijing |
| Tianjin           | Tianjin |
| Shanghai          | Shanghai |
| Jiangsu           | Nanjing y Yangzhou.                                                                                                |
| Zhejiang          | Hangzhou, Ningbo y Wenzhou.                                                                                        |
| Guangdong         | Guangzhou, Shenzhen y Dongguan.                                                                                    |
| Hunan             | Changsha |
| Hainan            | Haikou |
| Hubei             | Wuhan and Yichang.                                                                                                 |
| Mongolia Interior | Hohhot |
| Liaoning          | Shenyang |
| Henan             | Zhengzhou |
| Shanxi            | Taiyuan |
| Shaanxi           | Xi'an |
| Jiangxi           | Nanchang |
| Fujian            | Fuzhou |
| Guangxi           | Nanning, Guilin |
| Gansu             | Lanzhou |
| Yunnan            | Kunming |
| Xinjiang          | Urumqi |
| Shandong          | Qingdao |
| Qinghai           | Xining |
| Tíbet             | Lhasa |